# آدام ماریوت
آدام ماریوت (انگلیسی: Adam Marriott؛ زادهٔ ۱۴ آوریل ۱۹۹۱) بازیکن فوتبال اهل بریتانیا است.
از باشگاه‌هایی که در آن بازی کرده‌است می‌توان به باشگاه فوتبال کمبریج یونایتد، باشگاه فوتبال استیونج، و باشگاه فوتبال بیشاپس استورتفورد اشاره کرد.